# Přemysl Vlk
Přemysl Vlk (1982–Čisovice, 13 de julio de 2003) fue un deportista checo que compitió en piragüismo en la modalidad de eslalon. Ganó una medalla de oro en el Campeonato Mundial de Piragüismo en Eslalon de 2002 y una medalla de plata en el Campeonato Europeo de Piragüismo en Eslalon de 2000, ambas en la prueba de C1 por equipos.

## Palmarés internacional
| Campeonato Mundial | Campeonato Mundial            | Campeonato Mundial | Campeonato Mundial |
| Año                | Lugar                         | Medalla            | Competición        |
| ------------------ | ----------------------------- | ------------------ | ------------------ |
| 2002               | Bourg-Saint-Maurice (Francia) | Medalla de oro     | C1 por equipos     |
| Campeonato Europeo |                               |                    |                    |
| Año                | Lugar                         | Medalla            | Competición        |
| 2000               | Mezzana (Italia)              | Medalla de plata   | C1 por equipos     |